# Port betaald

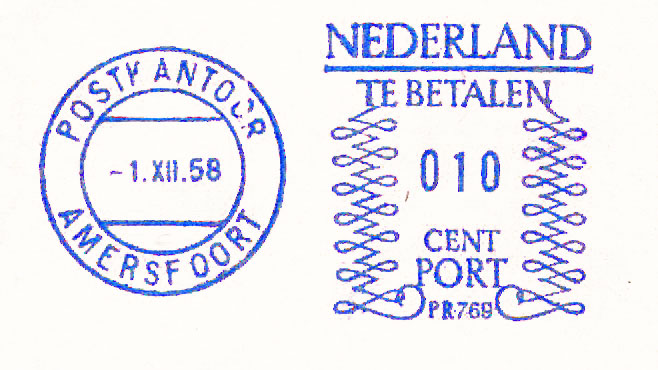
Nederlands Te Betalen-stempel uit 1958

Port betaald is een manier om de post te frankeren. In plaats van postzegels te plakken, wordt de post aan het postbedrijf aangeboden voorzien van de gedrukte of gestempelde tekst "Port Betaald" (vaak tevens in het Frans: port payé).
Deze manier van frankeren is uitsluitend toegestaan voor klanten met een zakelijke overeenkomst met het postbedrijf. Om een zending met de opdruk "Port Betaald" daadwerkelijk te kunnen aanbieden bij een Business Point van PostNL, dient de aangeboden zending begeleid te worden door een orderformulier waarop de klant aangeeft hoeveel de zending weegt, hoeveel poststukken er worden aangeboden en of het een binnenlandse of buitenlandse zending betreft. De betaling van het verzenden geschiedt achteraf op basis van een factuur.
Ook bij baarfrankering wordt op het poststuk aangegeven dat de port betaald is.